# Đảo chính Tiệp Khắc năm 1948
Đảo chính Tiệp Khắc năm 1948 là cuộc lật đổ chính quyền do Đảng Cộng sản Tiệp Khắc phát động, được Liên Xô giúp đỡ, mở đầu 40 năm chế độ một đảng ở Tiệp Khắc.
Cuộc đảo chính có hậu quả hệ trọng trong Tiệp Khắc và báo hiệu Chiến tranh Lạnh ngày càng đến gần lúc phát động. Các nước Tây Âu nhanh chóng chấp thuận Kế hoạch Marshall, Tây Đức được dựng làm nước riêng, phương Tây thành lập các tổ chức nửa quân sự để ngăn chặn phe cộng sản lên nắm quyền ở Pháp, Hy Lạp, đặc biệt là Ý, và Khối hiệp ước quân sự Bắc Đại Tây Dương NATO được thành lập một năm sau. Cả châu Âu màn sắt đã hạ.

## Bối cảnh

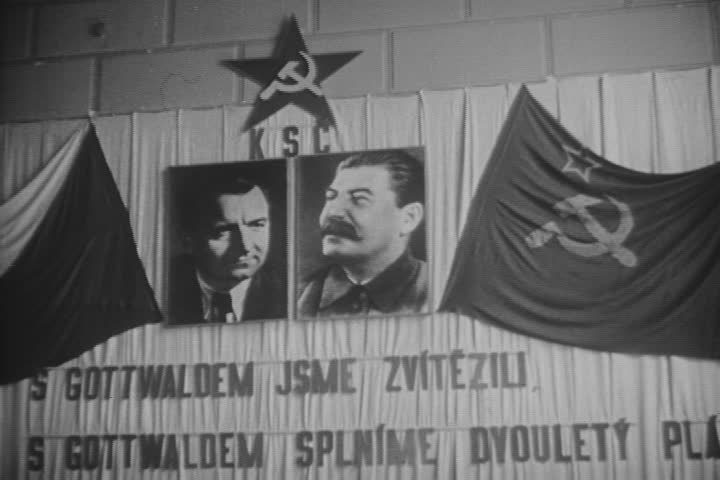
Klement Gottwald và Iosif Stalin ở cuộc họp Đảng Cộng sản Tiệp Khắc vào năm 1947

Sau khi Thế chiến lần thứ hai kết thúc thì Đảng Cộng sản Tiệp Khắc (KSČ) đoạt được chỗ đầu gió. Từ thập kỉ 20 đảng có ảnh hưởng mạnh mẽ trên chính trường Tiệp Khắc, trong thời chiến thì không thông đồng với quân địch và góp sức kháng chiến cùng những đảng khác. Nay ngày càng được lòng dân vì ủng hộ Liên Xô là một nước giúp giải phóng Tiệp Khắc và có cùng một lòng chống cự lại Đức Quốc xã của người dân. Đảng quyết tâm trở thành lực lượng chính trị hàng đầu của Tiệp Khắc mà không làm kinh hoảng phương Tây. Trước cảnh sống trong vòng ảnh hưởng của Liên Xô, từ năm 1945 đến năm 1948 số lượng đảng viên tăng từ 40.000 người lên 1,35 triệu. Hơn nữa Liên Xô xem Tiệp Khắc là chiến lợi phẩm đắc địa: vừa giáp với Tây Đức, vừa có mỏ uranium xung quanh Jáchymov.
Tuy nhiên, đảng không muốn đi tới quá nhanh. Năm 1945 lãnh tụ đảng Klement Gottwald nói, "bất chấp tình hình thuận lợi, mục tiêu tiếp theo không phải là xây dựng xô viết và chủ nghĩa xã hội, mà là thực hiện một cuộc cách mạng dân chủ thực sự trọn vẹn trong cả nước". Ông nhận đảng của ông nối truyền thống dân chủ Tiệp Khắc và đến nỗi còn tự xưng là học trò của tổng thống đầu tiên Tomáš Masaryk. Đảng cũng tận dụng chủ nghĩa dân tộc bằng cách hưởng ứng lòng ghét người Đức dữ dội của dân chúng Séc. Những năm đầu sau chiến tranh Đảng Cộng sản Tiệp Khắc liên minh với những đảng khác thành Mặt trận Quốc gia, luôn tỏ ra sẵn sàng sinh hoạt theo pháp luật.
Năm 1946 KSČ giành được 38% số phiếu bầu trong cuộc bầu cử quốc hội, là kết quả tốt nhất từ trước đến nay của một đảng cộng sản châu Âu trong một cuộc bầu cử tự do; ở Hung đảng cộng sản chỉ giành được 22%. Tổng thống Edvard Beneš chịu làm việc cùng Liên Xô, tuy không theo chủ nghĩa cộng sản nhưng bổ nhiệm Gottwald làm thủ tướng, mong là các nước mạnh Đồng Minh sẽ tự kiềm chế. Chính phủ có phần lớn không thuộc đảng cộng sản, song KSČ nắm quyền kiểm soát cảnh sát và quân đội, cùng lúc điều khiển những bộ chủ chốt khác như bộ tuyên truyền, giáo dục, phúc lợi xã hội, và nông nghiệp; ngành công chức cũng sớm rơi vào tay đảng.
Mặc dù vậy, mùa hè năm 1947 KSČ đã làm mất lòng rất nhiều cử tri. Cảnh sát do Bộ trưởng Nội vụ Václav Nosek là đảng viên lãnh đạo thì xâm phạm quyền công dân, nông dân thì phản đối tập thể hoá nông nghiệp, một vài người lao động thì nổi giận vì phải tăng sản lượng mà không được trả thêm lương. Giới quan sát dự báo Đảng Cộng sản Tiệp Khắc sẽ thua tuyển lớn trong cuộc bầu cử quốc hội vào tháng 5 năm 1948. Tháng 9 năm 1947 Thư kí thứ hai Đảng Cộng sản Liên Xô Andrei Zhdanov nhận xét ở cuộc họp Cominform đầu tiên, mặc dù Liên Xô giúp đảng cộng sản ở hầu như mọi nước Đông Âu lên nắm quyền, tại Tiệp Khắc cuộc tranh giành quyền lực vẫn chưa ngã ngũ, tức là có ý thúc KSČ mau đoạt quyền. Sau này giả thuyết cướp quyền hành được chứng minh vào Mùa xuân Praha, đảng mở kho lưu trữ tư liệu, cho thấy Stalin không còn tin KSČ có thể lên nắm quyền thông qua bầu cử trước cảnh đảng cộng sản ở Pháp và Ý thua tuyển vào năm 1947 và 1948.
Phó lãnh tụ KSČ Tổng thư ký Rudolf Slánský thay mặt đảng ở cuộc họp. Ông trở lại Praha cùng kế hoạch cướp chính quyền. Slánský nhận xét, "giống như ở ngoài nước, chúng ta cũng đã tiến hành tấn công ở trong nước." KSČ thi hành chiến lược hai mũi nhọn. Đảng muốn giành được đại đa số vào cuộc bầu cử năm 1948, nhưng ngày càng khó thật hiện do liên minh cấp tiến tan vỡ. Một mặt tiếp tục giả bộ sinh hoạt bên trong hệ thống chính trị đang có, biết được rằng người dân sẽ không chấp thuận một cuộc đảo chính cách mạng. Một mặt huy động quần chúng bằng cách tổ chức các cuộc biểu tình "tự nguyện" để "bày tỏ ý chí nhân dân" và cho các đoàn công nhân liên tục đến thăm quốc hội.

## Đảo chính

Biểu tình ủng hộ cộng sản trước cuộc đảo chính

Từ cuối năm 1947 đến đầu năm 1948 phe cộng sản và phe không cộng sản trong cả nội các lẫn quốc hội tranh chấp ngày càng gay gắt. Tháng 2 năm 1948 giọt nước làm tràn ly, Nosek vượt quyền hạn, cố gắng thanh trừ các phần tử không cộng sản còn lại bên trong cảnh sát. Nhà sử học John Grenville nhận định, bộ máy an ninh và cảnh sát đang trở thành công cụ của Đảng Cộng sản Tiệp Khắc và đe doạ các quyền tự do cơ bản của công dân.
Ngày 12 tháng 2 những thành viên không cộng sản trong nội các đòi phạt những bộ trưởng cộng sản làm trái luật và yêu cầu họ ngừng phá hoại chính phủ. Nosek được Gottwald ủng hộ, không chịu tuân theo. Nosek cùng các bộ trưởng cộng sản khác doạ dùng sức mạnh để chống cự lại. Để lánh bị quốc hội bỏ phiếu không tin dùng, ông huy động người ủng hộ trong cả nước ra đường. Ngày 21 tháng 2 mười hai bộ trưởng không cộng sản bỏ chức để phản kháng Nosek không chịu cho tám viên cảnh sát cấp cao không cộng sản phục chức, bất chấp số đông trong nội các ủng hộ việc đó. Hầu hết các bộ trưởng ở lại hoặc là đảng viên, hoặc ủng hộ Đảng Cộng sản Tiệp Khắc, như lãnh tụ Đảng Dân chủ Xã hội Zdeněk Fierlinger.
Dân binh và cảnh sát tiếp quản Praha. Phe cộng sản tổ chức biểu tình, cùng lúc giải tán một cuộc biểu tình của sinh viên chống cộng. Trụ sở của các bộ không dưới quyền Đảng Cộng sản Tiệp Khắc bị chiếm đóng, công chức bị sa thải, đến nỗi bộ trưởng không cộng sản không thể vào được bộ của chính mình. Bộ trưởng Quốc phòng Ludvík Svoboda, tuy không có đảng phái nhưng để cho phe cộng sản xâm nhập giới sĩ quan, cấm quân đội can thiệp. Đảng Cộng sản Tiệp Khắc thành lập các "Ủy ban Hành động", công đoàn có vũ khí và cử họ xuống đường. Công việc thanh trừ những phần tử chống cộng được sửa soạn. Trước 100.000 người Gottwald doạ tổ chức bỏ làm việc khắp nước, trừ phi Beneš đồng ý thành lập chính phủ mới có số đông cộng sản. Thứ trưởng ngoại giao Liên Xô Valerian Zorin, từng đóng ở Tiệp Khắc làm đại sứ từ năm 1945 đến năm 1947, đến Praha giúp yên định cuộc đảo chính. Zorin xin Gottwald để cho Quân Đỏ xử lí, bấy giờ đóng trại ở đường ranh. Gottwald khước từ lời đề xuất, tin rằng mối đe doạ bạo lực cùng sức ép chính trị nặng nề sẽ bẻ gãy Beneš; sau cuộc đảo chính ông nói, Beneš "biết sức mạnh là gì, cho nên hắn phải suy xét [tình hình] một cách thực tế".
Ngày 25 tháng 2 năm 1948 Beneš để các bộ trưởng không cộng sản từ chức và thành lập chính phủ mới theo đòi hỏi của KSČ. Gottwald tiếp tục làm thủ tướng. Nay chính phủ hầu hết bao gồm đảng viên KSČ và phái ủng hộ Liên Xô của Đảng Dân chủ Xã hội. Chính phủ bề ngoài vẫn là liên minh với các Đảng Nhân dân, Đảng Xã hội Quốc gia Séc, và Đảng Dân chủ Slovakia. Tuy nhiên, phe cộng sản bên trong những đảng này đã lên nắm quyền và các bộ trưởng "ngoài đảng" đều do Đảng Cộng sản Tiệp Khắc lựa chọn. Chỉ có Bộ trưởng Ngoại giao Jan Masaryk là thành viên chính phủ độc lập. Hai tuần sau tìm thấy ông chết dưới cửa sổ tầng ba. Một số bạn bè và người ngưỡng mộ tin rằng Masaryk tự tử vì hết còn hy vọng, còn các nước phương Tây thì lâu nay ngờ ông thực ra bị ném chết. Lawrence S. Kaplan cho rằng tư liệu lưu trữ của Liên Xô xác nhận ông bị giết.
Những bộ trưởng không cộng sản tưởng Beneš sẽ không chịu cho họ từ chức mà giữ lại làm chính phủ lâm thời, phe cộng sản sẽ bị ép nhường bước. Đúng thật là ban đầu Beneš không cho thành lập chính phủ mới chỉ bao gồm Đảng Cộng sản Tiệp Khắc. Tuy nhiên, trước bầu không khí ngày càng căng thẳng cùng các cuộc biểu tình lớn khắp cả nước do phe cộng sản phát động, Beneš quyết định không nghiêng về phe không cộng sản, sợ KSČ sẽ gây ra bạo động, Quân Đỏ được cớ vào nước lập lại trật tự.
Grenville nhận xét, nếu Beneš đã giữ vững chỗ đứng thì phe cộng sản sẽ không thể thành lập chính phủ. Ông cho rằng chỉ có hai lối thoát khủng hoảng một cách hoà bình: hoặc nhường bước phe không cộng sản, hoặc liều tổ chức bầu cử sớm không thể bị thao túng kịp ngày. Phe không cộng sản có thể đã nhanh chóng ra tay trước khi phe cộng sản nắm toàn quyền kiểm soát cảnh sát và khống chế cuộc bầu cử. Ông cũng chê các bộ trưởng không cộng sản dường như không nhận ra tình thế khác hoàn toàn so với thời trước chiến tranh; họ không thấy là phe cộng sản đang huy động dân chúng để cướp quyền hành.
Đảng Cộng sản Tiệp Khắc nhanh chóng củng cố chính quyền. Hàng nghìn người bị sa thải và hàng trăm người bị bắt. Hàng nghìn người trốn ra nước ngoài để tránh chế độ cộng sản. Mặc dù được bầu lên tự do hai năm trước, Quốc hội đồng lòng tin dùng chính phủ mới của Gottwald vào tháng 3, sau khi chín đại biểu từ chức.
Ngày 9 tháng 5 bản hiến pháp mới được quốc hội thông qua, quy định Tiệp Khắc là "nhà nước dân chủ nhân dân." Tuy văn kiện không nhắc tới Đảng Cộng sản Tiệp Khắc, Beneš vẫn không chịu kí tên vào văn bản vì quá giống hiến pháp của Liên Xô. Ngày 30 tháng 5 năm 1948 người dân đi bầu cử, chỉ được bỏ phiếu lựa chọn danh đơn của Mặt trận Quốc gia. Mặt trận chính thức giành được 89,2% số phiếu bầu, có Đảng Cộng sản Tiệp Khắc chiếm đại đa số 214 ghế. Đảng được thêm ghế sau khi hấp thụ Đảng Dân chủ Xã hội vào cuối năm. Mọi đảng khác đã tranh cử vào năm 1946 cũng có chân trong Mặt trận Quốc gia và được ghế trong quốc hội. Tuy nhiên, tất cả đều đã trở thành đối tác trung thành của Đảng Cộng sản Tiệp Khắc, còn số ít thành viên của những đảng đó mà không chịu quy phục thì hoặc ngồi tù hoặc lưu vong. Mặt trận Quốc gia được cải tổ thành tổ chức quần chúng dưới quyền Đảng Cộng sản Tiệp Khắc. Không một nhóm chính trị đối lập nào được phép hoạt động. Beneš bị những việc này giày vò, từ chức vào ngày 2 tháng 6, được Gottwald kế nhiệm 12 ngày sau. Tháng 9 ông qua đời.

## Ảnh hưởng
Tiệp Khắc sống dưới quyền chế độ cộng sản đến năm 1989. Lập tức nói tới Chiến tranh Lạnh là nói tới cuộc đảo chính Tiệp Khắc. Cái chết của nước dân chủ cuối cùng còn sót lại ở Đông Âu kinh động hàng triệu người. Vừa mới đánh bại Đức Quốc xã, phương Tây lại phải khoanh tay đứng nhìn độc lập dân chủ của một nước nhỏ bị một nước toàn trị diệt bỏ.
Việc làm của Liên Xô chứng minh những lời cảnh cáo tiêu cực, đen tối nhất của phương Tây về Liên Xô: Liên Xô mà đã ước hẹn thì sẽ sai hẹn. Cuộc đảo chính thúc đẩy các nước phương Tây đoàn kết chống lại khối cộng sản và cho Pháp và Ý thấy rõ ràng hậu quả nếu họ đã không loại trừ phe cộng sản bên trong chính phủ một năm trước.
Cuộc đảo chính cũng yên định việc thành lập nước Tây Đức và đẩy nhanh việc sửa soạn Hiệp ước Bruxelles dựng nên Liên minh phương Tây vào tháng sau. Nguyên là đến đầu năm 1948 các đại biểu của phương Tây và Liên Xô vẫn hay trao đổi ở cấp bộ trưởng ngoại giao. Tuy nhiên, cuộc đảo chính Tiệp Khắc phá vỡ quan hệ giữa hai bên. Nay các nước phương Tây quyết định sẽ bảo vệ lẫn nhau; đầu tháng 3 ngay Pháp cũng đòi thành lập liên minh quân sự cùng cam kết là các nước sẽ giúp đỡ lẫn nhau trong một số trường hợp, mặc dù trước đó còn ngờ phương Tây.
Liên Xô xem cuộc đảo chính xảy ra vào lúc rất đen đủi: đương lúc các bộ trưởng ngoại giao phương Tây họp ở Luân Đôn thì phe cộng sản cướp chính quyền ở Tiệp Khắc. Trong mắt phương Tây cuộc đảo chính cho thấy cái chủ nghĩa cộng sản khó chấp nhận nhất; Liên Xô dường như quyết tâm bành trướng và đàn áp tự do.

### Hoa Kỳ
Quốc hội Hoa Kỳ nhanh chóng cấp hơn 5 tỉ đô la Mỹ cho năm thứ nhất của Kế hoạch Marshall dưới sức ép của dư luận, mặc dù đã có dân biểu thượng nghị sĩ phản đối dự luật.
Trước khi cuộc đảo chính Tiệp Khắc xảy ra thì giới hoạch định chính sách Hoa Kỳ hầu hết chủ trương dùng tiền bạc ngăn chủ nghĩa cộng sản, thông qua tiền viện trợ nước ngoài cùng Kế hoạch Marshall, và lấy bom nguyên tử làm hậu thuẫn. Tổng thống Harry S. Truman thấy rằng người dân Mỹ chưa sẵn sàng tích lũy vũ khí quy mô lớn hay đối đầu với Liên Xô. Biết trước Kế hoạch Marshall sẽ tiêu rất nhiều tiền, ông quyết định tăng cường quân đội từ từ và tìm cách giữ chi phí quốc phòng hàng năm dưới 15 tỉ đô la.
Cuộc đảo chính cho thấy ông sai. Hoa Kỳ vừa quá phụ thuộc vào bom nguyên tử, vừa không thể phụ thuộc vào các lực lượng thông thường. Lúc cuộc khủng hoảng xảy ra thì khoảng mười sư đoàn thiếu quân bị huấn luyện của Hoa Kỳ và Tây Âu phải đối mặt với hơn 30 sư đoàn của Liên Xô. Bên cạnh đó Bộ Quốc phòng phàn nàn rằng kho vũ khí nguyên tử của Mỹ và sức mạnh không quân để dùng nó hoàn toàn không đủ. Rõ ràng là quân đội Hoa Kỳ không có cách răn đe Liên Xô đáng tin cậy ở châu Âu.
Phe hiếu chiến đoạt được chỗ đầu gió sau cuộc đảo chính. Lầu Năm Góc bắt đầu chạy hành lang nhằm tăng chi phí quân sự, Hội đồng An ninh Quốc gia thì kêu gọi "phản công trên toàn thế giới" chống lại khối Liên Xô, bao gồm viện trợ quân sự Liên minh phương Tây. Ngày 17 tháng 3 Truman lên đài phát thanh đề nghị lập lại chế độ quân dịch đã hết hiệu lực vào năm trước và xin Quốc hội thông qua chương trình Huấn luyện Quân sự Phổ cập. Ông muốn báo cho Liên Xô biết, Hoa Kỳ sẽ giữ vững chỗ đứng và sẵn sàng tăng gia quân bị lại ồ ạt về mai sau nếu cần thiết. Quốc hội bác bỏ chương trình huấn luyện, nhưng đồng ý khôi phục nghĩa vụ quân sự và cấp số tiền lớn 25% hơn đề nghị ban đầu cho lực lượng không quân bao gồm 70 nhóm.
Mặc dù vậy, chính sách ngoại giao của Hoa Kỳ hầu hết giữ nguyên. Hoa Kỳ không hề nghĩ Liên Xô sẽ hướng Âu và cũng chẳng hề muốn gánh vác nhiều trách nhiệm bảo vệ Tây Âu hơn. Trên thật tế Hoa Kỳ ra tay để ra oai, giảm bớt tác động của cuộc đảo chính ở Tiệp Khắc, và vỗ về cho yên người dân rất sợ bùng nổ chiến tranh.
Hoa Kỳ nhanh chóng chỉnh đốn quân đội để cho kịp đề phòng trong trường hợp xảy ra chiến tranh. Quan trọng hơn là sự lo lắng của các nước Tây Âu. Sau khi Berlin bị Liên Xô đóng khoá vào tháng 6 thì châu Âu cần phải được vỗ về liên tục và đảm bảo an ninh để liên minh với Hoa Kỳ. Để thúc đẩy tinh thần của châu Âu và giảm bớt những lo lắng bấy giờ đang lan rộng trong dân chúng, Hoa Kỳ bắt đầu xây dựng lại lực lượng vũ trang.
Ban đầu Hoa Kỳ rất sợ chiến tranh giữa Liên Xô và phương Tây bùng nổ. Ngày 5 tháng 3 Tướng Lucius D. Clay ở Berlin đánh bức điện báo, cảnh cáo chiến tranh có thể đột ngột bùng cháy. Tại Washington Tướng Omar Bradley nhảy khỏi ghế sau khi đọc "bản bình luận tồi tệ" của Clay, nhà ngoại giao George F. Kennan thì cho biết cuộc đảo chính cùng bức điện báo làm cho quân đội và ngành tình báo phản ứng vượt mức mà lo sợ chiến tranh xảy ra. Chỉ một tuần sau Hội đồng Tham mưu trưởng Liên quân đề nghị tăng gia lại quân bị và lập lại nghĩa vụ quân sự. Thực ra giám đốc tình báo Lục quân Trung tướng Stephen Chamberlain đã xin Clay cung cấp tư liệu có thể khiến cho Quốc hội cấp nhiều tiền hơn cho quân đội, cho nên Clay mới có thái độ tiêu cực.
Tuy nhiên, ở châu Âu người dân vẫn hay bàn tán việc chiến tranh, "ngay trên đường phố và đương lúc uống cà phê." Ngày 27 tháng 2 có tin Stalin mời Phần Lan ký hiệp ước tương trợ, nỗi sợ thêm trầm trọng hơn, Phần Lan chắc chắn sẽ rơi vào vòng của Liên Xô; Na Uy cũng bị dưới sức ép làm hiệp ước.
Giữa các quan điểm chán nản cũng có cách nhìn nhiềy hy vọng. Nhiều tháng trước Hoa Kỳ đã chấp nhận mất Tiệp Khắc. Tháng 11 năm 1947 Ngoại trưởng George C. Marshall nói với nội các, Liên Xô có lẽ sẽ sớm kìm kẹp Tiệp Khắc để củng cố quyền kiểm soát Đông Âu. Kennan đồng ý, Liên Xô dường như chỉ đang củng cố năng lực phòng thủ, chứ không sửa soạn xâm chiếm. Về sau ông viết rằng việc làm ở Tiệp Khắc và Berlin là "nước cờ đối phó" Kế hoạch Marshall và việc phương Tây thúc đẩy thành lập nhà nước Tây Đức. Truman đã dùng cuộc khủng hoảng để dẫn dụ Quốc hội thông qua Kế hoạch Marshall và chấp thuận chương trình tăng gia lại quân bị của Lầu Năm Góc. Marshall tin cuộc đảo chính sẽ không thay đổi tình thế ba năm qua giữa các nước. Ngay khi ông đang họp báo để thúc đẩy kế hoạch viện trợ kinh tế vào ngày 10 tháng 3 thì Cục Tình báo Trung ương cho biết, mặc dù Liên Xô đã không thêm lên quân lực, trở nên hung hăng hơn, hay thay đổi chính sách chiến thuật sau cuộc đảo chính, và vẫn có thể muốn nối lại tình bạn bè với các nước phương Tây, Hoa Kỳ đã chọn hướng đi khác. Ngày 2 tháng 3 cục trưởng CIA Roscoe H. Hillenkoetter cũng cho Truman biết, Liên Xô bất đắc dĩ phải chấp thuận cuộc đảo chính ở Tiệp Khắc vì phe cộng sản không thể thắng cử vào tháng 5 nếu quyền kiểm soát cảnh sát đã bị phe không cộng sản lấy.

### Ý và Pháp
Ở Ý tổ chức bầu cử cả nước vào ngày 18 tháng 4. Mặt trận Dân chủ Bình dân do phe cộng sản cầm đầu có thể thắng cử. Sau khi cuộc đảo chính ở Tiệp Khắc xảy ra thì phương Tây cho là Đảng Cộng sản Ý cũng có thể cướp quyền hành giống Đảng Cộng sản Tiệp Khắc; có thể người dân Ý sẽ không được bỏ phiếu. Anh xem quan hệ hợp tác giữa hai đảng cấp tiến chính của Ý là tai hại: sau khi giành được quyền lực thì Đảng Cộng sản Ý chắc chắn sẽ loại trừ Đảng Xã hội Ý. Ngoại trưởng Ernest Bevin phán đoán ngay "các lực lượng xã hội chủ nghĩa dân chủ" phải được củng cố và Anh phải ủng hộ Đảng Dân chủ Kitô giáo, bất chấp tham nhũng, lạm quyền, lừa gạt.
Bevin đặc biệt lo lắng về sức mạnh của Đảng Cộng sản Ý. Đảng có thể sai khiến công đoàn quấy nhiễu công nghiệp để phá hoại không chỉ Kế hoạch Marshall, mà còn chính phủ Ý như ở Tiệp Khắc. Ngoại trưởng Ý bất an vì cuộc đảo chính quá gần ngày bầu cử, vẫn cam kết với Bevin rằng quân đội và cảnh sát đủ sức dẹp loạn và nói cuộc đảo chính sẽ làm mất lòng cử tri của phe xã hội chủ nghĩa. Khi Đảng Cộng sản Ý và Đản Xã hội Ý bào chữa cho cuộc đảo chính ở Tiệp Khắc là chiến thắng cho dân chủ và lấy cớ đề phòng đế quốc phương Tây tức là Hoa Kỳ để bênh vực cho việc vi phạm quyền công dân thì lời tiên tri được thực hiện, Mặt trận bị chê là làm trái lời hứa giữ ôn hoà. Kennan đánh điện báo khuyên Ý cấm Đảng Cộng sản Ý và cho Hoa Kỳ đem quân vào nước nếu có thể xảy ra nội chiến, nhưng ông nhanh chóng giảm nhẹ ý kiến.
Đại sứ Hoa Kỳ ở Ý lo gió chiều nào theo chiều ấy, cử tri Ý sẽ theo phe có khả năng chiến thắng lớn nhất, uy tín của Đảng Cộng sản Ý sẽ tăng sau cuộc đảo chính ở Tiệp Khắc. Trái ngược lại, cuộc đảo chính một phần làm cho nhiều cử tri bỏ phiếu Đảng Dân chủ Kitô giáo. Phe cấp tiến thua cử. Stalin hài lòng rằng Hoa Kỳ không lấy quân đội trả miếng sau cuộc đảo chính Tiệp Khắc và không muốn gây ra chiến tranh, để yên kết quả bầu cử.
Cùng lúc Hoa Kỳ giục chính phủ Pháp rửa sạch tội lỗi của Đức. Ngoại trưởng Pháp Georges Bidault sợ nếu quạt cho cháy lòng chống Đức thì Đảng Cộng sản Pháp có thể lợi dụng dân chúng để lật đổ chính quyền. Tuy nhiên, cuộc đảo chính ép lãnh tụ Đảng Cộng sản Pháp Maurice Thorez bóng gió thừa nhận sẽ giúp đỡ Quân Đỏ nếu Liên Xô xâm chiếm Pháp. Trước cuộc đảo chính ở Tiệp Khắc, chính sách phá hoại thất bại của Đảng Cộng sản Pháp, và khả năng cao Kế hoạch Marshall sẽ thông qua, dân chúng Pháp bắt đầu ngả về phương Tây. Nay 70% người Pháp tin Hoa Kỳ sẽ giúp Pháp hơn bất cứ nước nào; Liên Xô chỉ được 7%. Pháp ngày càng thấy rõ Liên Xô đe doạ Pháp nhiều hơn Đức. Mặc dù vẫn sẽ giành giựt thế mạnh để thắng Đức, Pháp dần dần chấp nhận rửa tội nước Đức để xây dựng lại châu Âu sau chiến tranh.
Sau khi thông qua Kế hoạch Marshall thì Hoa Kỳ bắt đầu để ý đến lời kêu gọi thành lập một tổ chức phòng thủ lẫn nhau của Bevin. Lần đầu ông nhận thấy Hoa Kỳ không muốn liên minh một cách rõ ràng và ràng buộc với Tây Âu mặc dù quan hệ giữa phương Tây và Liên Xô đã tan vỡ vào tháng 12 năm 1947; Marshall không chịu chấp nhận ý tưởng đương lúc thảo luận với Bevin vào ngày 17 tháng 12. Ngày 26 tháng 2 Bevin lại nhắc rằng cách tốt nhất để ngăn chặn một cuộc Tiệp Khắc khác xảy ra là có chung chiến lược, lần này tai trâu biết nghe đàn gảy, đặc biệt là vì Hoa Kỳ đang lo tình hình ở Ý. Mùa xuân năm đó các lãnh tụ châu Âu thầm gặp mặt các viên chức quốc phòng, quân sự và ngoại giao Hoa Kỳ ở Lầu Năm Góc, theo lệnh của Marshall, để bàn bạc một tổ chức phòng thủ lẫn nhau chưa hề có. Năm sau NATO ra đời.

## Sách tham khảo
- Behrman, Greg. The Most Noble Adventure: The Marshall Plan and the Time When America Helped Save Europe. Simon & Schuster, 2007, ISBN 0-7432-8263-9.
- Blaive, Muriel, "The Danger of Over-Interpreting Dissident Writing in the West: Communist Terror in Czechoslovakia, 1948–1968", in Friederike Kind-Kovács and Jessie Labov (eds.), Samizdat, Tamizdat, and Beyond: Transnational Media During and After Socialism. Berghahn Books, 2013, ISBN 978-0-857-45586-4.
- Cabada, Ladislav and Waisová, Šárka. Czechoslovakia and the Czech Republic in World Politics. Lexington Books, 2011, ISBN 0-7391-6734-0.
- Europa Publications Limited. Eastern Europe and the Commonwealth of Independent States, Volume 4. Routledge, 1999, ISBN 1-85743-058-1.
- Grenville, John Ashley Soames. A History of the World from the 20th to the 21st Century. Routledge, 2005, ISBN 0-415-28954-8.
- Grogin, Robert C. Natural Enemies: The United States and the Soviet Union in the Cold War, 1917–1991. Lexington Books, 2001, ISBN 0-7391-0160-9.
- Hixson, Walter L. George F. Kennan: Cold War Iconoclast. Columbia University Press, 1989, ISBN 0-231-06895-6.
- Hunter, Allen. Rethinking the Cold War. Temple University Press, 1998, ISBN 1-56639-562-3.
- Kaplan, Lawrence S. NATO 1948: The Birth of the Transatlantic Alliance. Rowman & Littlefield, 2007, ISBN 1-4616-4026-1.
- Kaplan, Morton A. Macropolitics: Essays on the Philosophy & Science of Politics. Transaction Publishers, 1969, ISBN 0-2023-6716-9.
- Killingsworth, Matt. Civil Society in Communist Eastern Europe. ECPR Press, 2012, ISBN 1-9073-0127-5.
- Koester, Otto. Seeing Babies in a New Light: the Life of Hanuš Papoušek. Routledge, 2005, ISBN 0-8058-4270-5.
- Kofsky, Frank. Harry S. Truman and the War Scare of 1948: A Successful Campaign to Deceive the Nation. Palgrave Macmillan, 1995, ISBN 0-312-12329-9
- Korbel, Josef. The Communist Subversion of Czechoslovakia, 1938-1948: The Failure of Co-existence (1959).
- Lonsdale, Kathleen Is Peace Possible?. Penguin Books, 1957.
- Lukes, Igor. "The 1948 Coup d'État in Prague through the Eyes of the American Embassy." Diplomacy & Statecraft 22.3 (2011): 431-449.
- Matthias, Willard C. America's Strategic Blunders: Intelligence Analysis and National Security Policy, 1936–1991. Penn State Press, 2003, ISBN 0-271-02290-6.
- Offner, Arnold A. Another Such Victory: President Truman and the Cold War, 1945–1953. Stanford University Press, 2002, ISBN 0-8047-4774-1.
- Pedaliu, Effie G. H. Britain, Italy, and the Origins of the Cold War. Palgrave Macmillan, 2003, ISBN 0-333-97380-1.
- Saxonberg, Steven. The Fall: A Comparative Study of the End of Communism in Czechoslovakia, East Germany, Hungary and Poland. Routledge, 2001, ISBN 90-5823-097-X.
- Skroug, Kenneth N. Czechoslovakia's Lost Fight for Freedom, 1967–1969. Greenwood Publishing Group, 1999, ISBN 0-275-96622-4.
- Smetana, Vít. "The US "Loss" of Czechoslovakia: On the Edge of Historical Truth." Journal of Cold War Studies 17.3 (2015): 220-226.
- Steel Ronald. Walter Lippmann and the American Century. Transaction Publishers, 1999, ISBN 0-7658-0464-6.
- Taborsky, Edward. Communism in Czechoslovakia, 1948-1960 Princeton University Press, 1961.
- Thies, Wallace J. Friendly Rivals: Bargaining and Burden-Shifting in NATO. M.E. Sharpe, 2002, ISBN 0-7656-1017-5.
- Ventresca, Robert. From Fascism to Democracy: Culture and Politics in the Italian Election of 1948. University of Toronto Press, 2004, ISBN 0-8020-8768-X.
- Vertzberger, Yaacov. Risk Taking and Decisionmaking: Foreign Military Intervention Decisions. Stanford University Press, 1998, ISBN 0-8047-2747-3.
- Waller, Michael. The End of the Communist Power Monopoly. Manchester University Press ND, 1993, ISBN 0-7190-3819-7.